# Éric Vales
Éric Vales Ramos (Andorra la Vella, 18 agosto 2000) è un calciatore andorrano, centrocampista del Grindavík e della nazionale andorrana.

## Statistiche

### Cronologia presenze e reti in nazionale
| Cronologia completa delle presenze e delle reti in nazionale ― Andorra | Cronologia completa delle presenze e delle reti in nazionale ― Andorra | Cronologia completa delle presenze e delle reti in nazionale ― Andorra | Cronologia completa delle presenze e delle reti in nazionale ― Andorra | Cronologia completa delle presenze e delle reti in nazionale ― Andorra | Cronologia completa delle presenze e delle reti in nazionale ― Andorra | Cronologia completa delle presenze e delle reti in nazionale ― Andorra | Cronologia completa delle presenze e delle reti in nazionale ― Andorra |
| Data                                                                   | Città                                                                  | In casa                                                                | Risultato                                                              | Ospiti                                                                 | Competizione                                                           | Reti                                                                   | Note                                                                   |
| ---------------------------------------------------------------------- | ---------------------------------------------------------------------- | ---------------------------------------------------------------------- | ---------------------------------------------------------------------- | ---------------------------------------------------------------------- | ---------------------------------------------------------------------- | ---------------------------------------------------------------------- | ---------------------------------------------------------------------- |
| 16-11-2022                                                             | Malaga                                                                 | Andorra                                                                | 0 – 1                                                                  | Austria                                                                | Amichevole                                                             | -                                                                      | 67’                                                                    |
| 25-3-2023                                                              | Andorra la Vella                                                       | Andorra                                                                | 0 – 2                                                                  | Romania                                                                | Qual. Euro 2024                                                        | -                                                                      | 72’                                                                    |
| 28-3-2023                                                              | Pristina                                                               | Kosovo                                                                 | 1 – 1                                                                  | Andorra                                                                | Qual. Euro 2024                                                        | -                                                                      |                                                                        |
| 16-6-2023                                                              | Andorra la Vella                                                       | Andorra                                                                | 1 – 2                                                                  | Svizzera                                                               | Qual. Euro 2024                                                        | -                                                                      |                                                                        |
| 19-6-2023                                                              | Gerusalemme                                                            | Israele                                                                | 2 – 1                                                                  | Andorra                                                                | Qual. Euro 2024                                                        | -                                                                      | 89’                                                                    |
| 9-9-2023                                                               | Andorra la Vella                                                       | Andorra                                                                | 0 – 0                                                                  | Bielorussia                                                            | Qual. Euro 2024                                                        | -                                                                      | 59’                                                                    |
| 12-9-2023                                                              | Sion                                                                   | Svizzera                                                               | 3 – 0                                                                  | Andorra                                                                | Qual. Euro 2024                                                        | -                                                                      | 68’ 76’                                                                |
| 12-10-2023                                                             | Andorra la Vella                                                       | Andorra                                                                | 0 – 3                                                                  | Kosovo                                                                 | Qual. Euro 2024                                                        | -                                                                      | 44’ 56’                                                                |
| 15-10-2023                                                             | Bucarest                                                               | Romania                                                                | 4 – 0                                                                  | Andorra                                                                | Qual. Euro 2024                                                        | -                                                                      | 76’                                                                    |
| 18-11-2023                                                             | Budapest                                                               | Bielorussia                                                            | 1 – 0                                                                  | Andorra                                                                | Qual. Euro 2024                                                        | -                                                                      | 66’                                                                    |
| 21-11-2023                                                             | Andorra la Vella                                                       | Andorra                                                                | 0 – 2                                                                  | Israele                                                                | Qual. Euro 2024                                                        | -                                                                      | 44’ 87’                                                                |
| 21-3-2024                                                              | Annaba                                                                 | Andorra                                                                | 1 – 1                                                                  | Sudafrica                                                              | Amichevole                                                             | -                                                                      | 79’                                                                    |
| 5-6-2024                                                               | Badajoz                                                                | Spagna                                                                 | 5 – 0                                                                  | Andorra                                                                | Amichevole                                                             | -                                                                      | 46’                                                                    |
| 11-6-2024                                                              | Murcia                                                                 | Irlanda del Nord                                                       | 2 – 0                                                                  | Andorra                                                                | Amichevole                                                             | -                                                                      |                                                                        |
| 10-9-2024                                                              | Andorra la Vella                                                       | Andorra                                                                | 0 – 1                                                                  | Malta                                                                  | UEFA Nations League 2024-2025 - 1º turno                               | -                                                                      | 81’                                                                    |
| 10-10-2024                                                             | Chișinău                                                               | Moldavia                                                               | 2 – 0                                                                  | Andorra                                                                | UEFA Nations League 2024-2025 - 1º turno                               | -                                                                      | 72’ 88’                                                                |
| 13-10-2024                                                             | Andorra la Vella                                                       | Andorra                                                                | 2 – 0                                                                  | San Marino                                                             | Amichevole                                                             | -                                                                      | 46’                                                                    |
| 16-11-2024                                                             | Andorra la Vella                                                       | Andorra                                                                | 0 – 1                                                                  | Moldavia                                                               | UEFA Nations League 2024-2025 - 1º turno                               | -                                                                      | 16’ 59’                                                                |
| 10-6-2025                                                              | Leskovac                                                               | Serbia                                                                 | 3 – 0                                                                  | Andorra                                                                | Qual. Mondiali 2026                                                    | -                                                                      | 44’ 66’                                                                |
| Totale                                                                 |                                                                        | Presenze                                                               | 19                                                                     |                                                                        | Reti                                                                   | 0                                                                      |                                                                        |